# Amastus melanoproctis
Amastus melanoproctis là một loài bướm đêm thuộc phân họ Arctiinae, họ Erebidae.